# Karl Bruckmaier

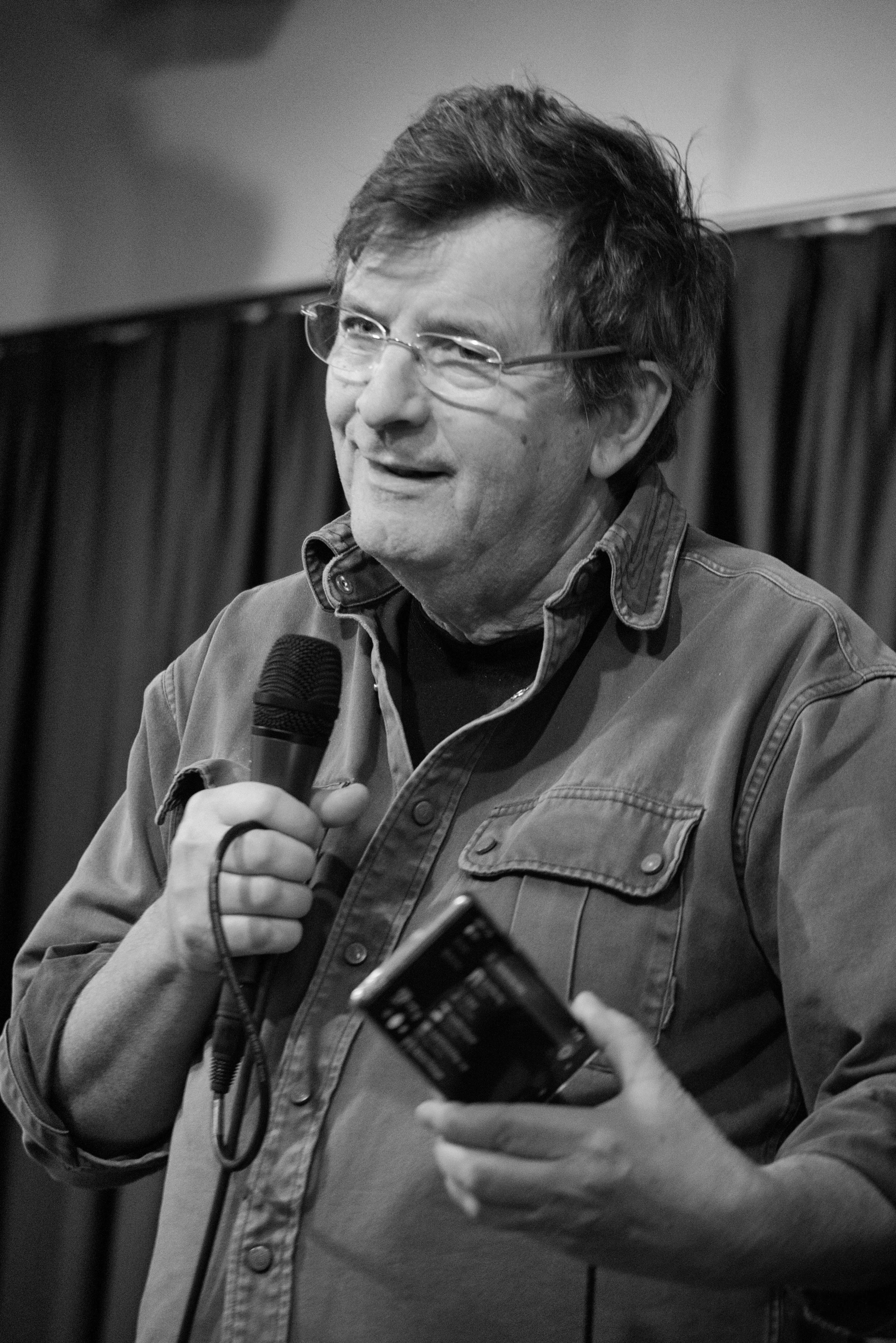
Karl Bruckmaier mit seinem jährlichen Nachruf „Der Letzte macht das Licht aus - Die Pop-Toten 2024“ im Club W71.

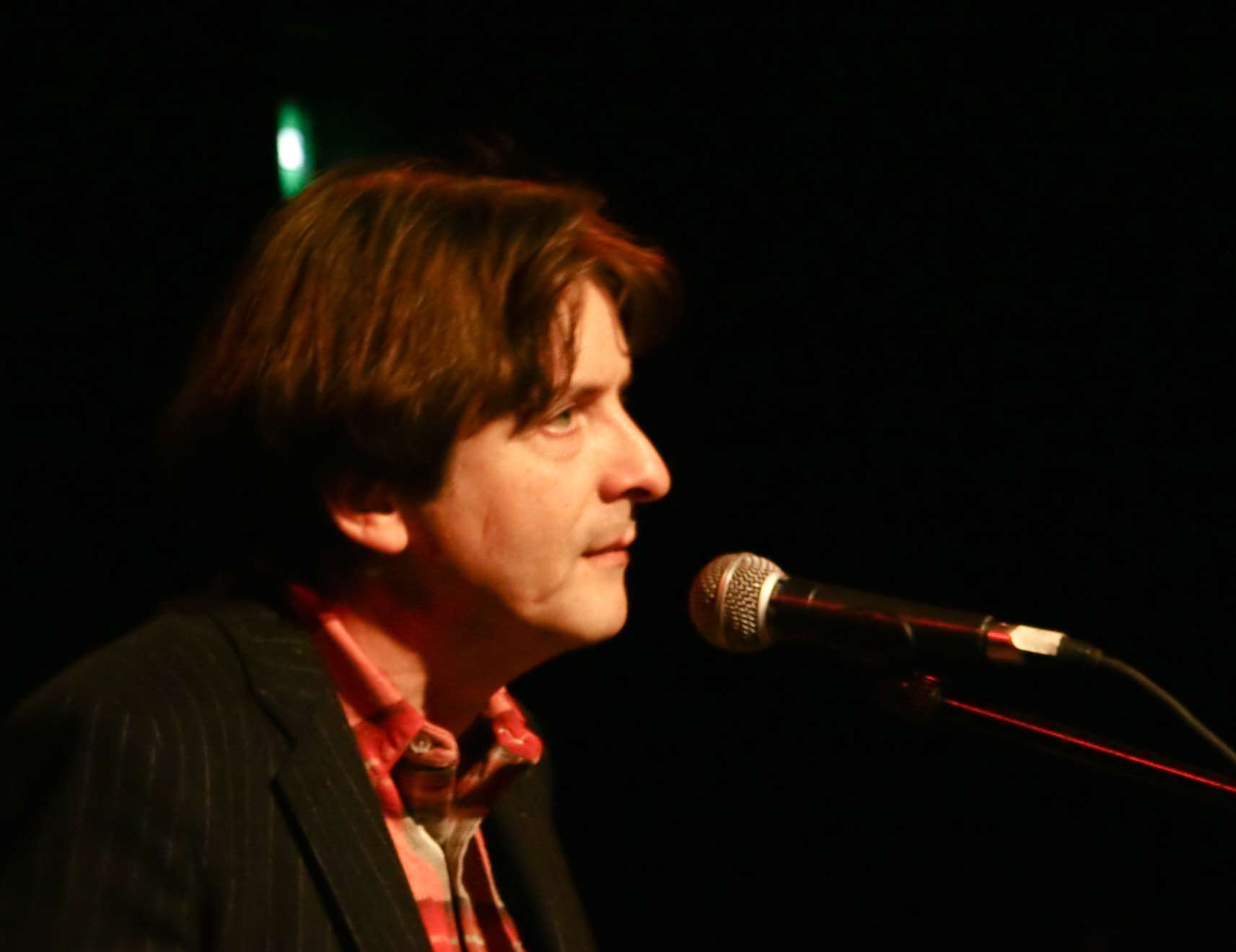
Karl Bruckmaier (2009)

Karl Bruckmaier (* 1956 in Niederbayern) ist ein deutscher Moderator, Kritiker, Autor und Hörspielregisseur.

## Werdegang
Karl Bruckmaier studierte Kommunikationswissenschaften, Politikwissenschaften und Amerikanische Kulturgeschichte. von 1978 bis 2022 moderierte er regelmäßig die musikjournalistischen Sendungen Club 16, Zündfunk, Nachtmix, Nachtsession im Bayerischen Rundfunk. Von 1985 bis 1987 war er Redakteur des BR-Magazins Zündfunk. Von 1981 bis 2018 schrieb er Pop-Kritiken für die Süddeutsche Zeitung.
Er begann 1989 seine Karriere als Hörspielregisseur. Anfang der 1990er Jahre initiierte er in München die ersten Poetry Slams.
Von 2011 bis 2013 war er Mitglied der Jury „Offene Projektförderung“ der Kulturstiftung des Bundes.
2022 wurde sein Essay Paint it black. Versuch einer Ehrenrettung für eine unschuldig in Not geratene Kulturtechnik zum Opfer einer erweiterten Zensur am donaufestival 1922 in Krems.
Karl Bruckmaier lebt in München.

## Auszeichnungen für Hörspiel- und Hörbuch-Regie
- Elfriede Jelinek, Jackie, Hörspielpreis der Kriegsblinden (2004) und Deutscher Hörbuchpreis (2005)
- Peter Weiss, Die Ästhetik des Widerstands, Hörbuch des Jahres (2007) und Deutscher Hörbuchpreis (2008)
- Alexander Kluge, Chronik der Gefühle, Deutscher Hörbuchpreis (2010)

## Hörspiele

### Als Regisseur und/oder Bearbeiter
- Amiri Baraka: When Miles Split (BR 1994)
- Samuel Beckett: Pochade Radiophonique (BR 2005) ISBN 978-3-89940-802-7
- Yvan Goll: Die Eurokokke (BR 2004)
- Elfriede Jelinek: Jackie (BR 2003) ISBN 3-934847-69-2
  - Moosbrugger will nichts von sich wissen (BR 2004)
  - Bambiland (BR 2006) CD bei Intermedium ISBN 3-934847-56-0
  - Neid (BR 2011)
  - Licht im Kasten (BR 2017)
  - Am Königsweg (BR 2017) CD bei Intermedium
- Romuald Karmakar: Nacht über Gospic (BR)
- Alexander Kluge: Chronik der Gefühle (BR 2009) ISBN 3-88897-588-3
  - Die Pranke der Natur (und wir Menschen) – Das Erdbeben in Japan, das die Welt bewegte, und das Zeichen von Tschernobyl. (BR 2011) CD bei Kunstmann Verlag ISBN 978-3-88897-762-6
  - 30. April 1945: Der Tag, an dem Hitler sich erschoss und die Westbindung der Deutschen begann. (BR 2015) CD bei Kunstmann Verlag ISBN 978-3-95614-050-1
  - Das neue Alphabet (BR 2019)[4]
  - Unruhiger Garten der Seele (BR 2022)[5]
  - Der Stein in der Tasche (BR 2024)[6]
- Thomas Palzer: Journal intime (BR 1996)
- Carl-Ludwig Reichert: Cut Up Burroughs (BR 1989)
- Amiri Baraka: Real Song (BR 1994) enja CD 8098-2
- Mayo Thompson: Mayo Thompson records nature at the Rauschenberg estate (BR)
- Maria Volk: Blinky, Aufklärungsgespräche (BR 1993)
- Peter Weiss: Die Ästhetik des Widerstands (BR/WDR 2007) ISBN 978-3-86717-014-7
- Peter Weiss: Abschied von den Eltern (BR 2013) CD bei Hörverlag/Random House
- Lawrence Sterne: Leben und Ansichten von Tristram Shandy, Gentleman (BR 2015) CD bei Hörverlag/Random House

### Als Autor und Regisseur
- Front (BR/HR 1989)
- Beat (mit Reichert, Kapfer, BR 1989)
- Beat Goes On (mit Carl-Ludwig Reichert, Herbert Kapfer, BR 1989)
- Freak Out (mit Carl-Ludwig Reichert, BR 1989)
- Art (BR 1989)
- Index (BR 1990)
- Der gute Hirte – R.E.M. Love in Vain (BR 1992)
- …is a dangerous number (BR 1994)
- Kimako’s Blues People & The Nuyorican Poets Cafe present:
- - – Krieg der Körper, Krieg der Wörter (BR 1994)
- - – Die Sprache singt (BR 1994)
- - – Die Farbe Schwarz (BR 1994)
- - – Die neuen Stimmen (BR 1994)
- Dann aber wird ein Dichter an ihm verloren gegangen sein – Mutmaßungen über Jakob van Hoddis (BR Hörspiel und Medienkunst 2002)
- Auf dem Dach der Welt – frei nach Alexander Kluge (BR Hörspiel und Medienkunst 2012), CD bei intermedium records
- Klänge (BR Hörspiel und Medienkunst 2015)  CD bei Intermedium ISBN 978-3-943157-64-2[7]
- Jedenfalls Krähen (BR 2016)

## Bücher
- I'm only in it for the Zeilenhonorar. Sonnentanz Verlag, Augsburg 1993, ISBN 978-3-926794-18-5.
- Soundcheck. Die 101 wichtigsten Platten der Popgeschichte. C.H. Beck, München 1999, ISBN 3-406-42093-1.
- The Story of Pop. Murmann Verlag, Hamburg 2014, ISBN 978-3-86774-338-9.
- OBI oder das Streben nach Glück (mit dem Fotografen Wilfried Petzi). kursbuch.edition, Sven Murmann Verlagsgesellschaft, Hamburg 2016, ISBN 978-3-946514-16-9.

Übersetzungen
- Mehrere Bücher als Übersetzer aus dem Amerikanischen, etwa von Jack Womack, Bruce Sterling, John Fahey, John Lennon, Leonard Cohen.